# Paštrić
Paštrić (en serbe cyrillique : Паштрић) est un village de Serbie situé dans la municipalité de Mionica, district de Kolubara. Au recensement de 2011, il comptait 509 habitants.

## Galerie

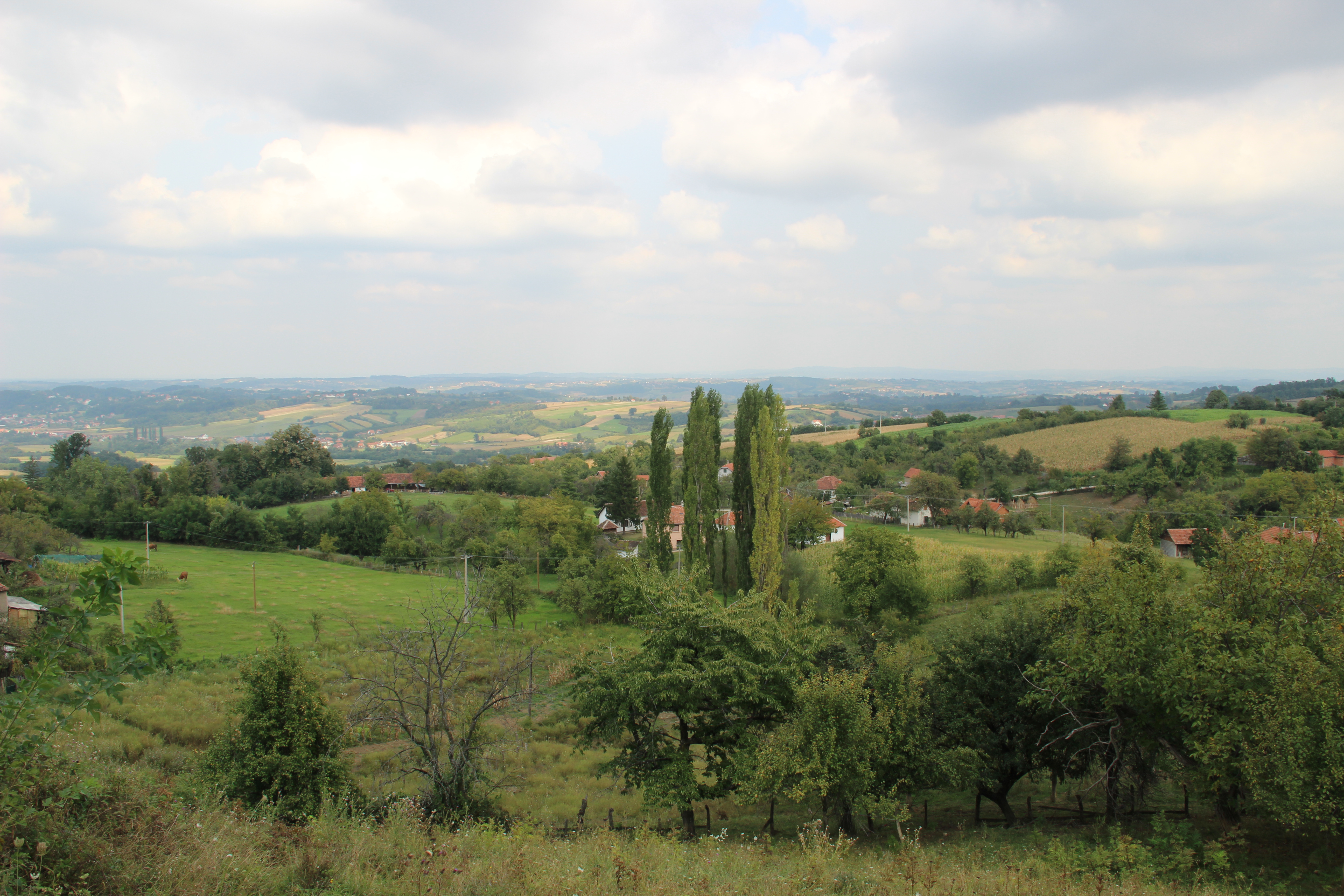
Paštrić - panorama
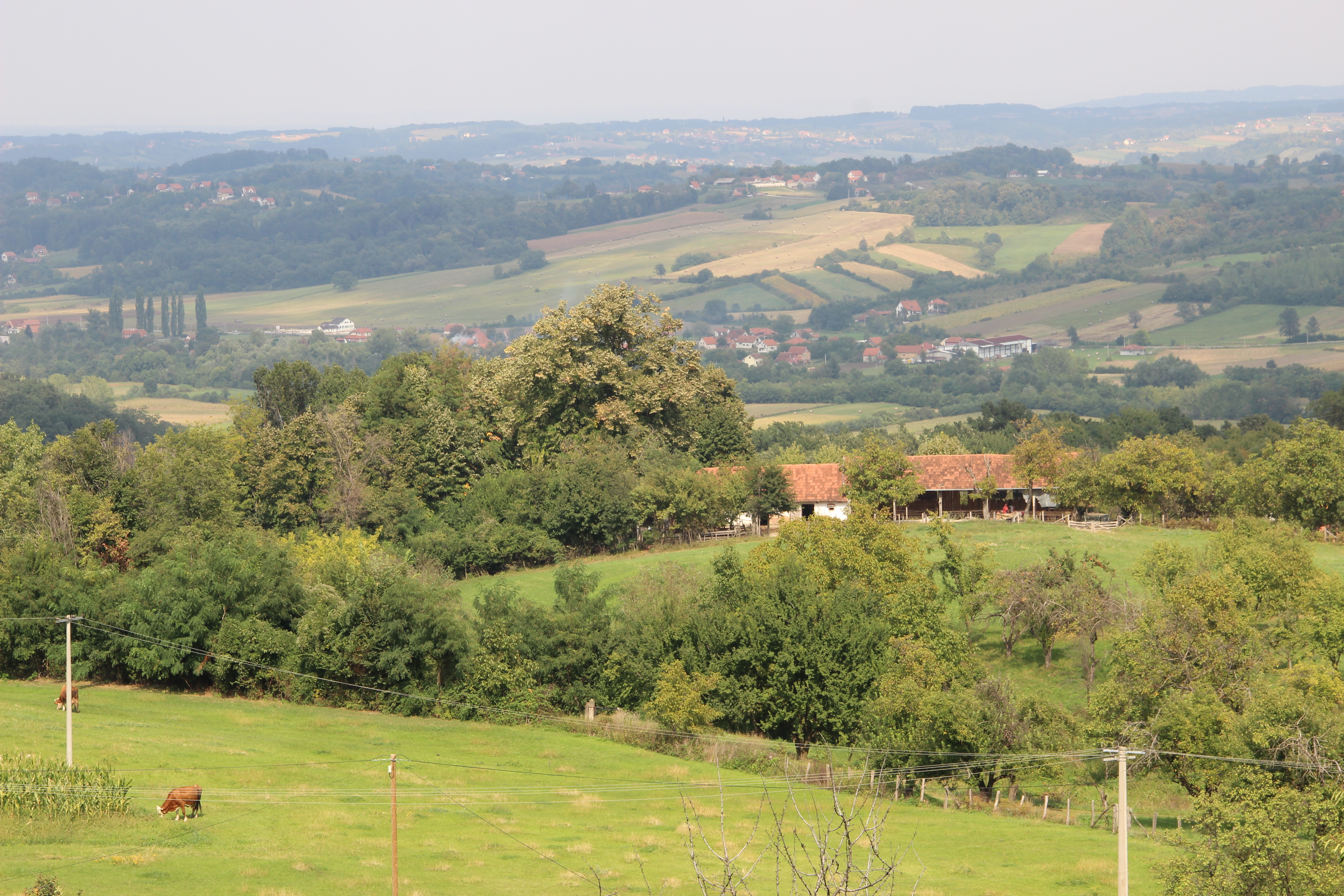
Paštrić - panorama
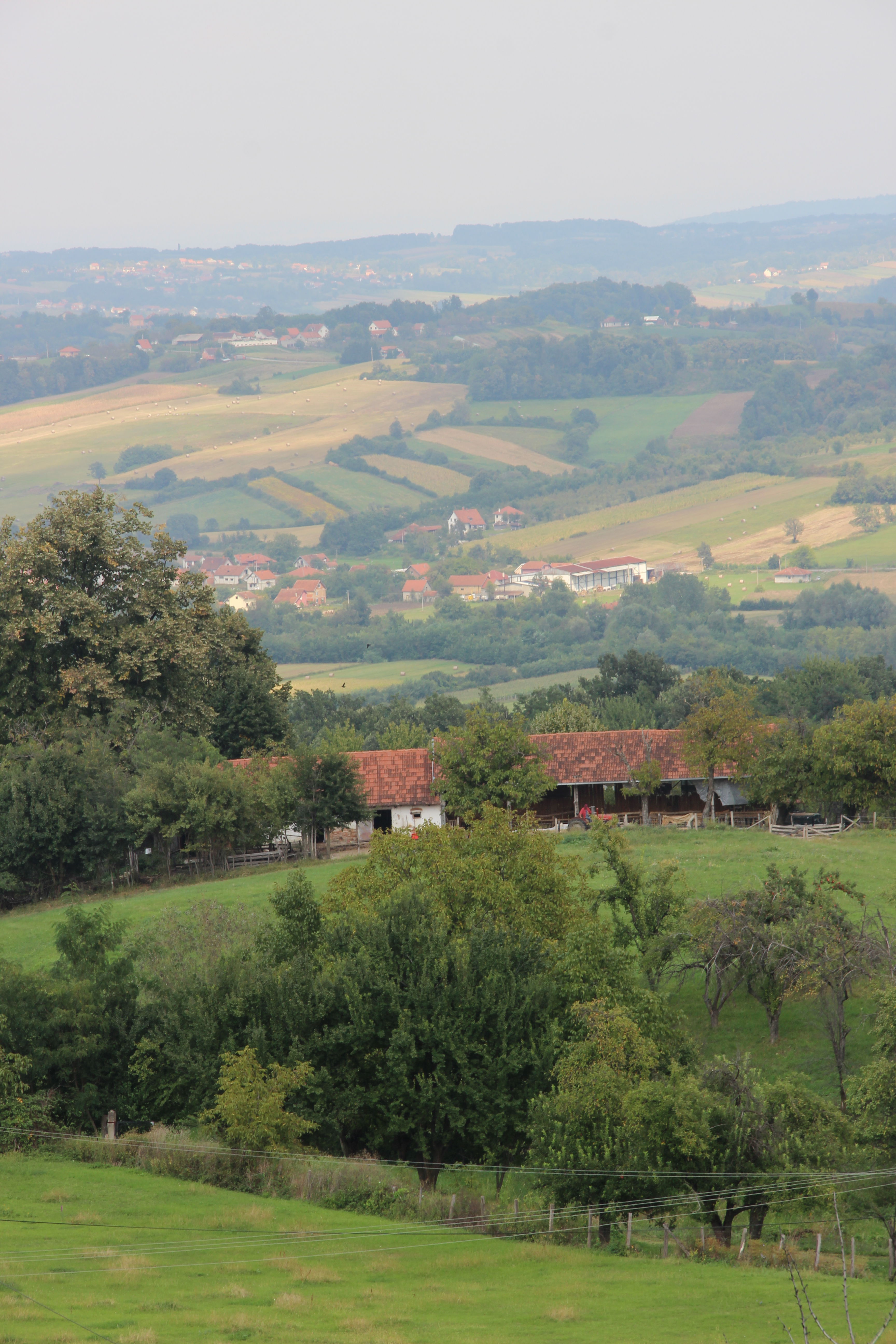
Paštrić - panorama
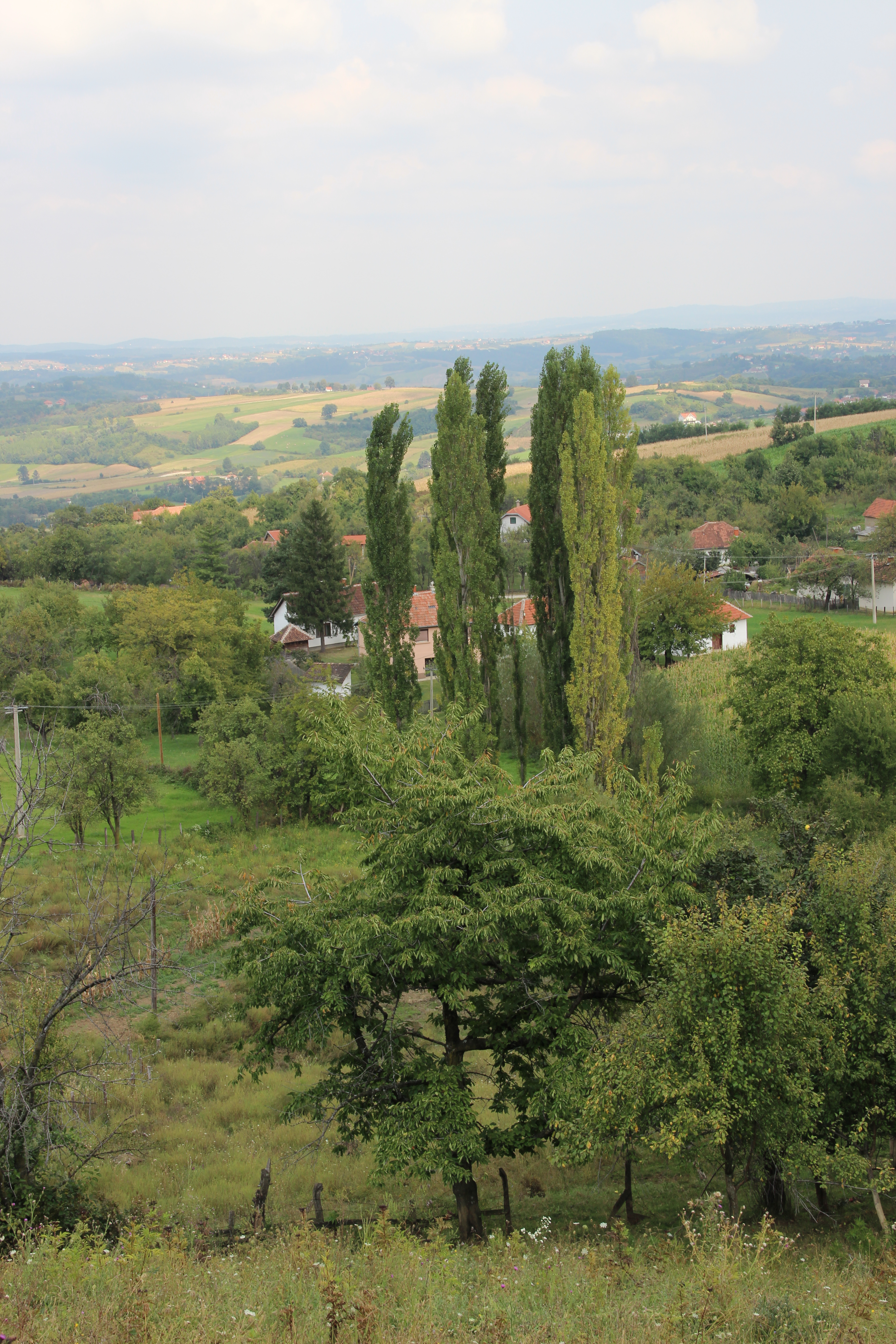
Paštrić - panorama
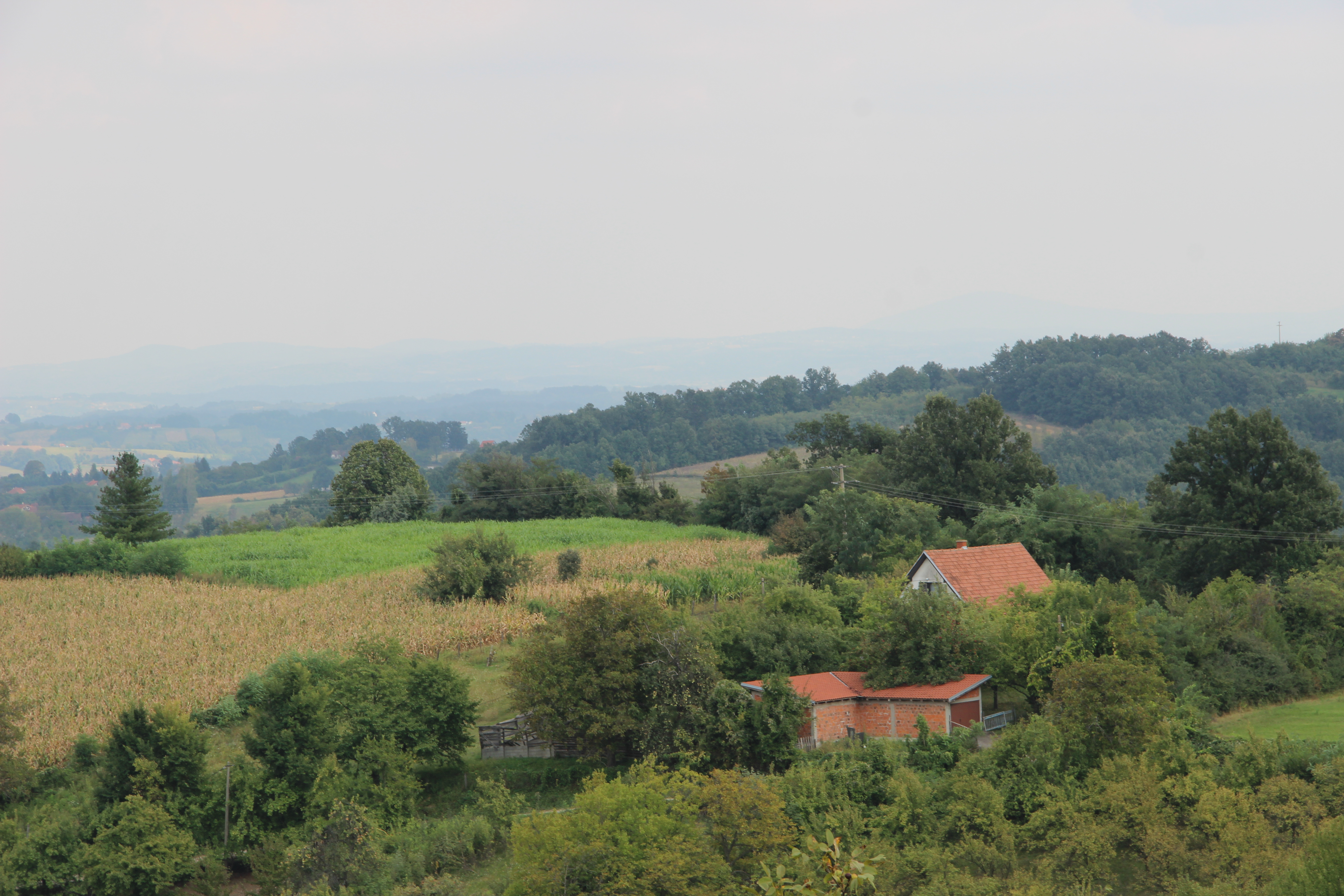
Paštrić - panorama
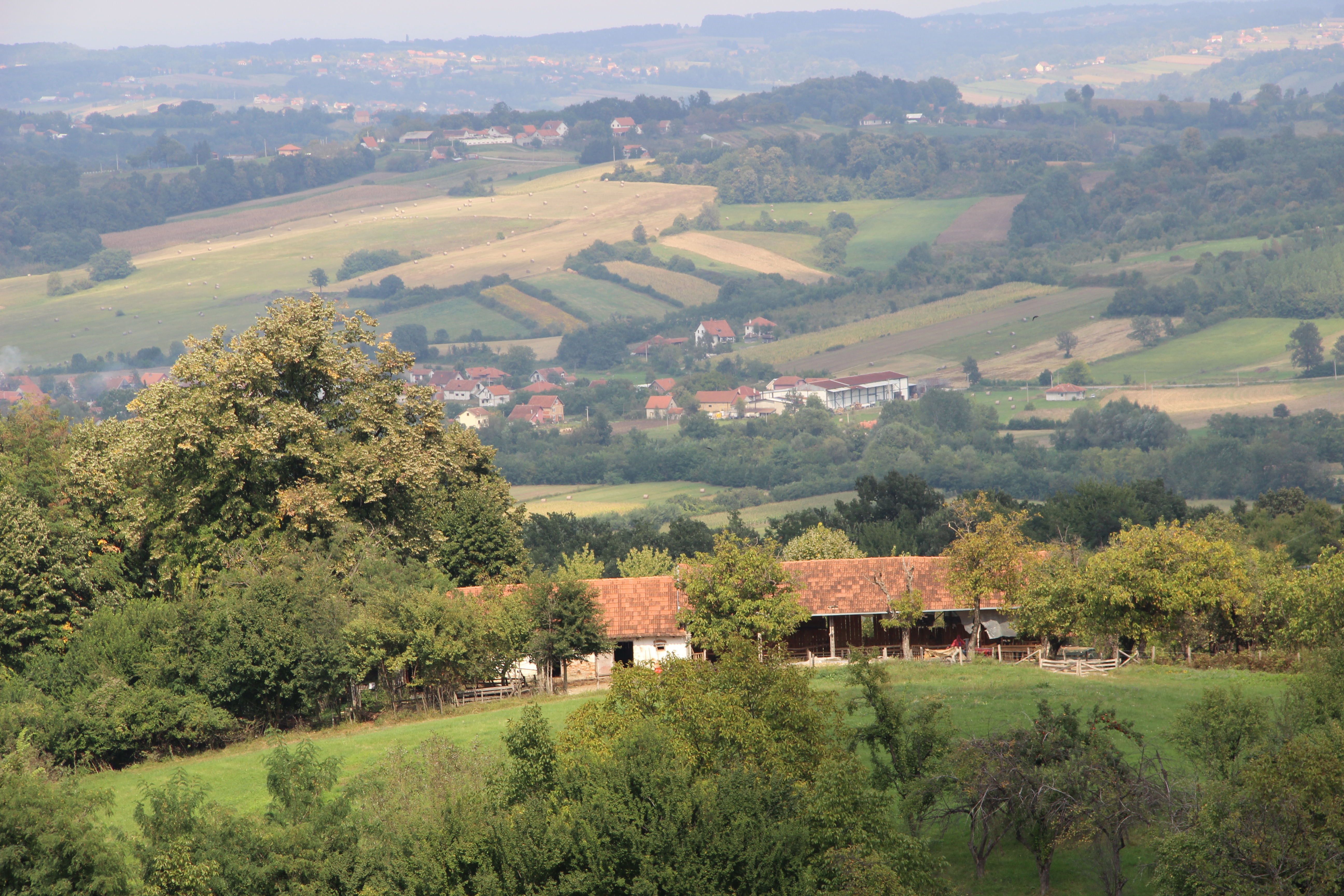
Paštrić - panorama
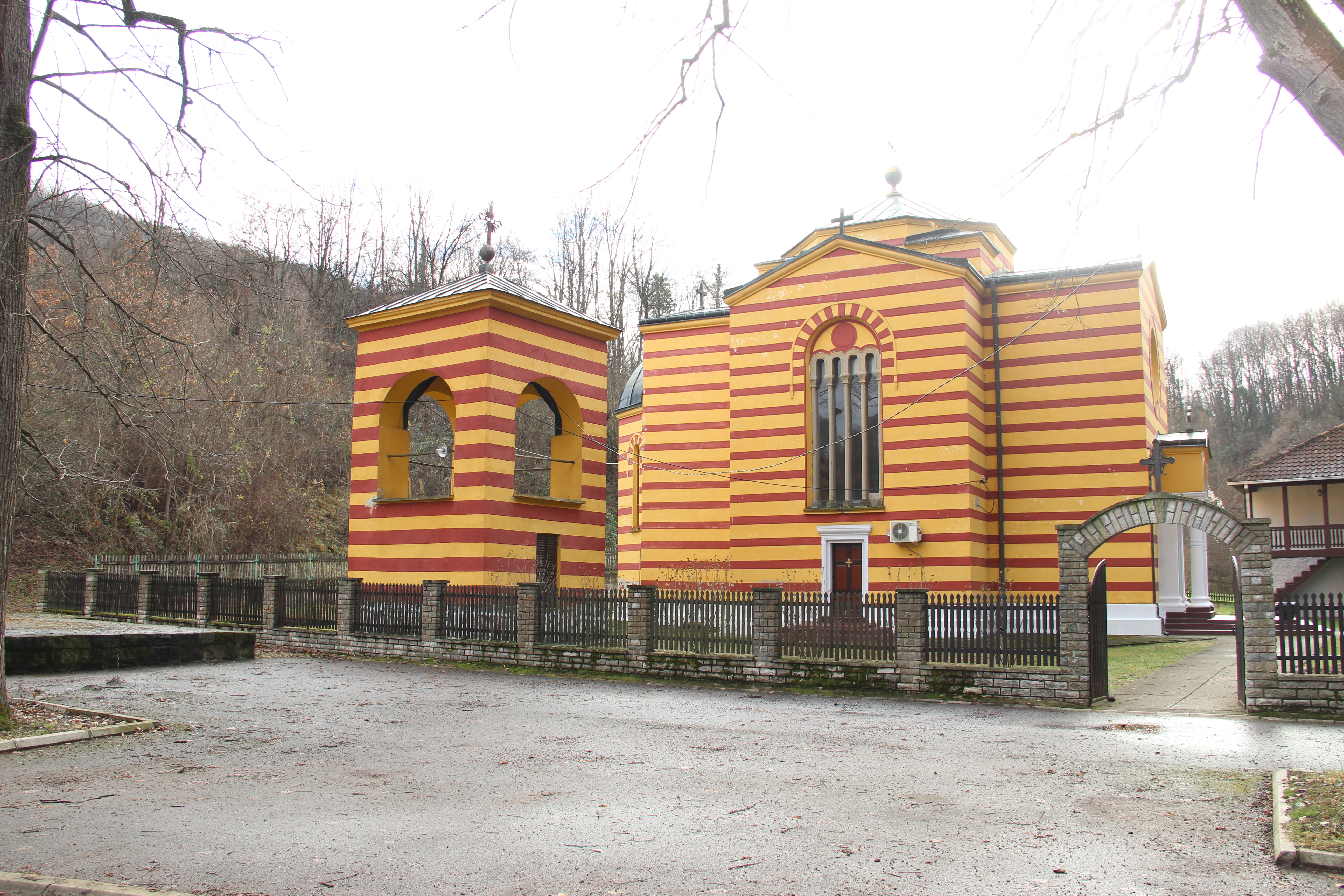
Paštrić - Ribnica - monastère
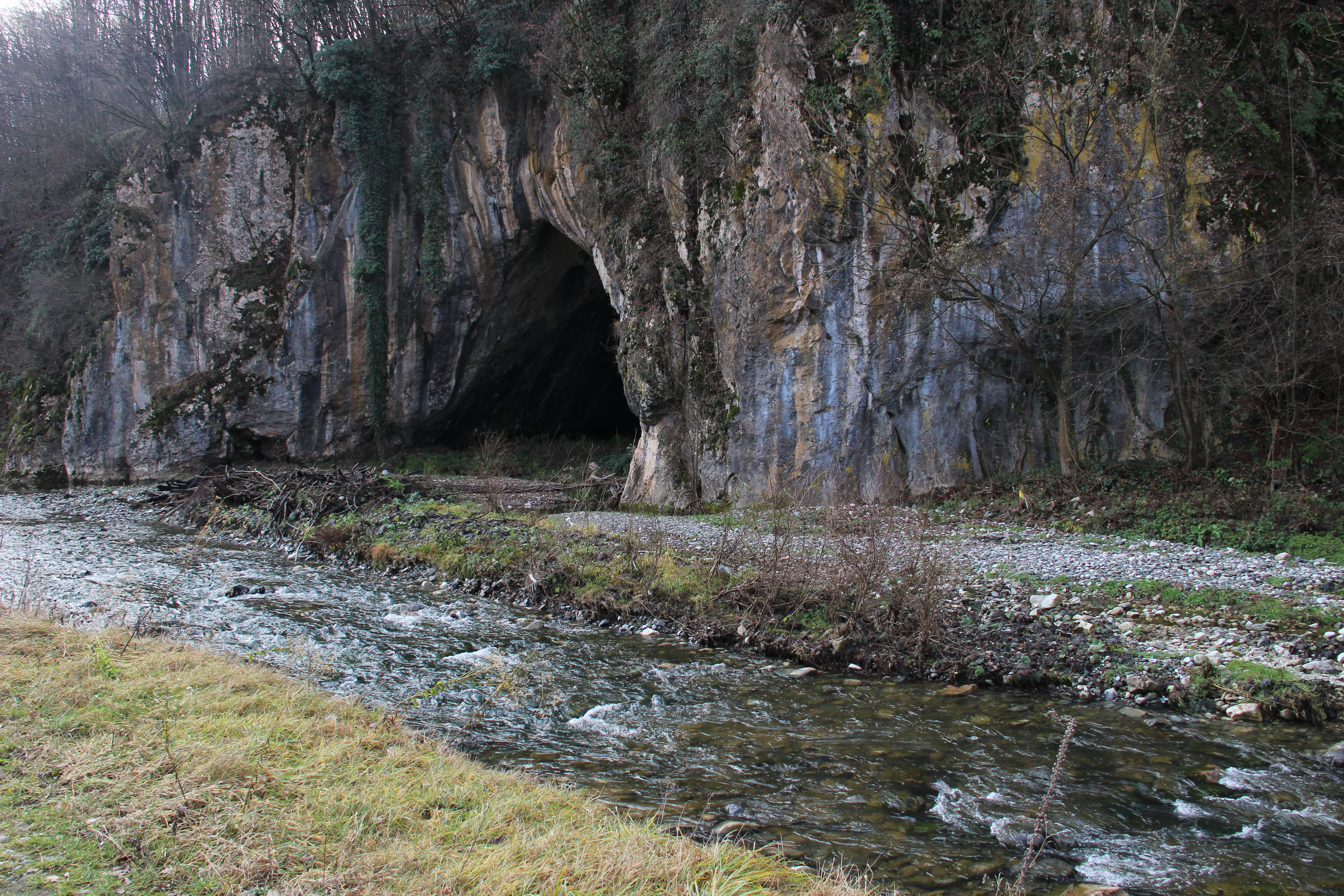
Paštrić - Ribnica - Ribnica cave
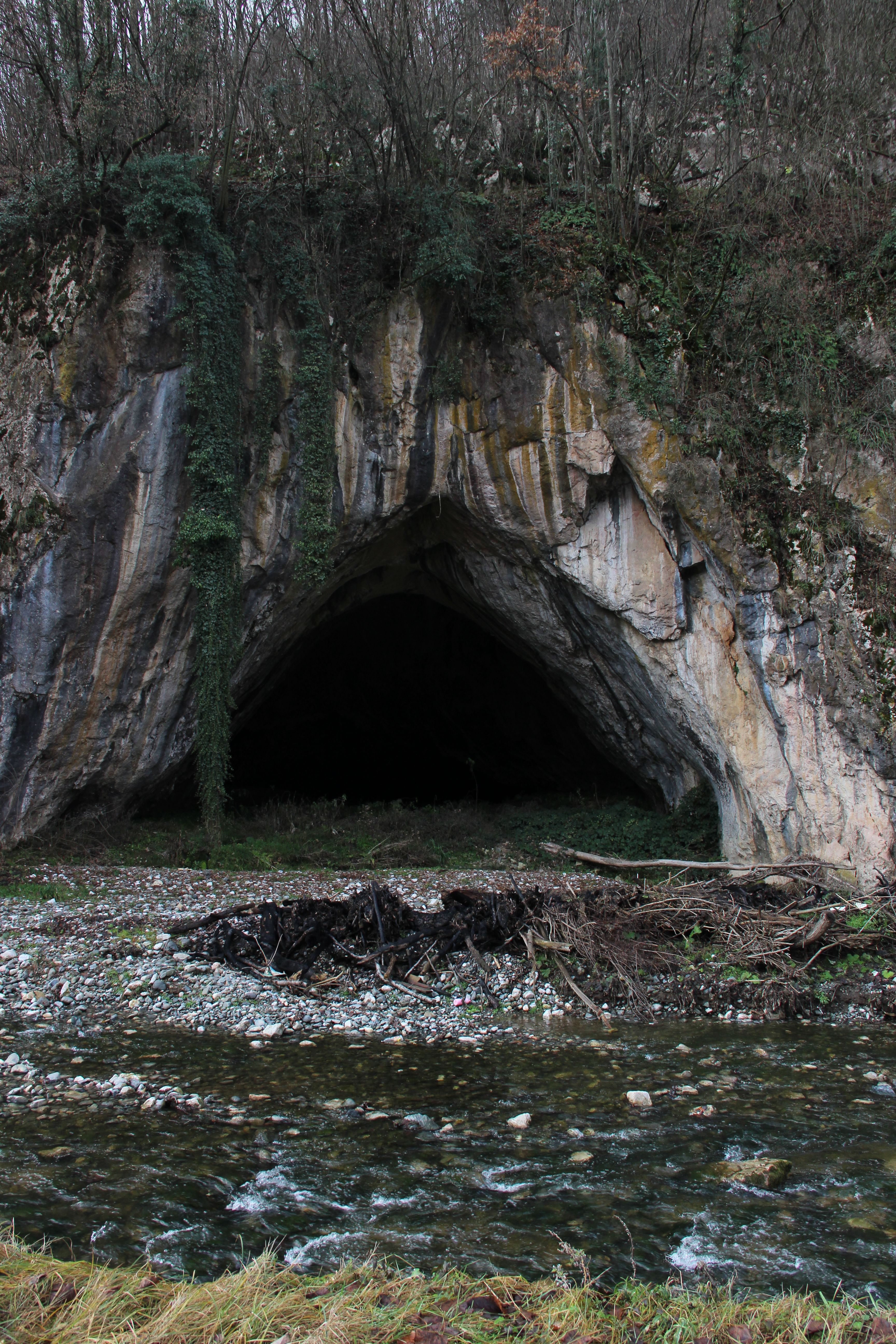
Paštrić - Ribnica - Ribnica cave
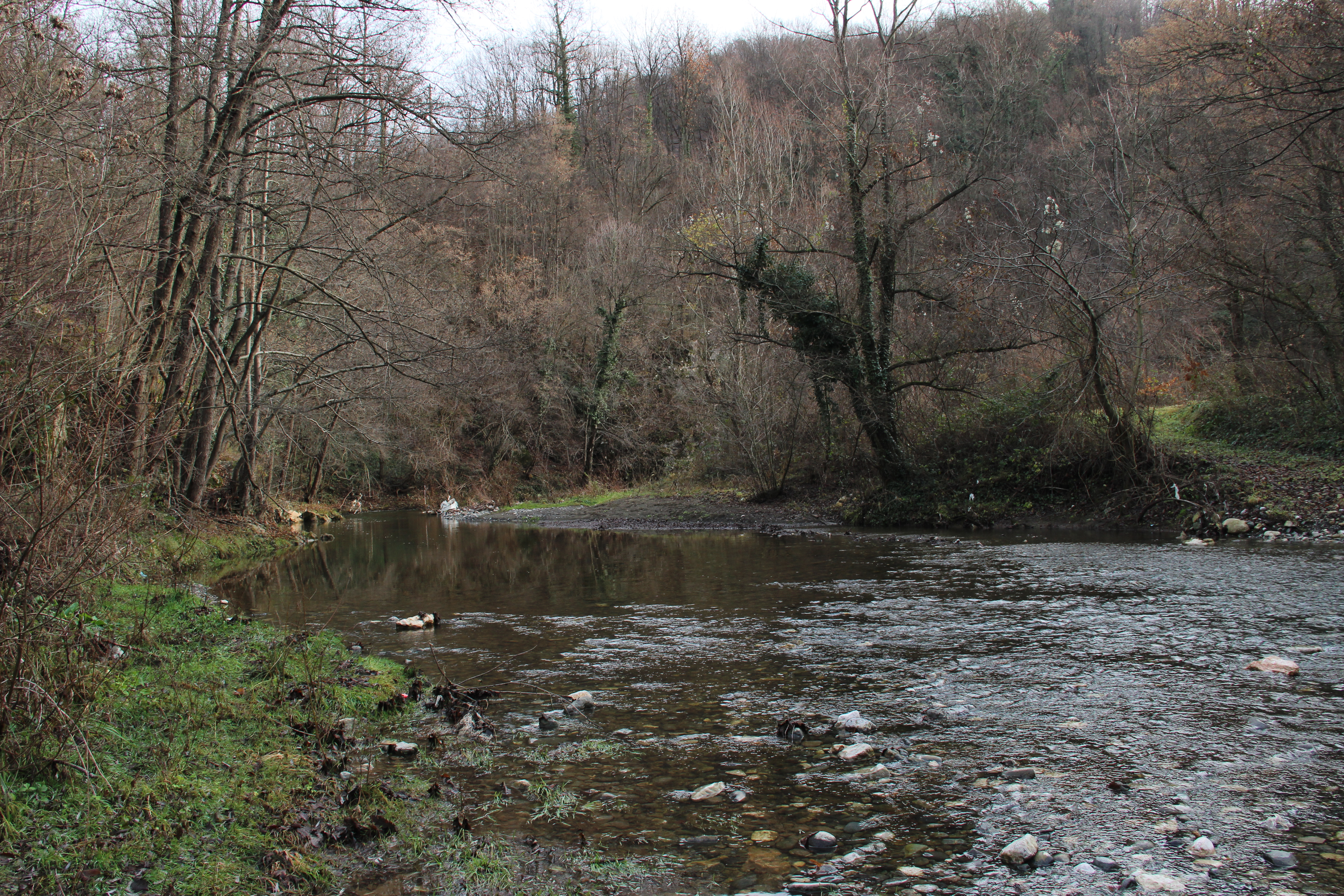
Paštrić - Ribnica - Rivière Ribnica

## Démographie
| 1948 | 1953 | 1961 | 1971 | 1981 | 1991 | 2002 | 2011 |
| ---- | ---- | ---- | ---- | ---- | ---- | ---- | ---- |
| 730  | 710  | 675  | 591  | 569  | 582  | 588  | 509  |

|  |